# Zagórze (Rawa)
Pour les articles homonymes, voir Zagórze.
Zagórze est une localité polonaise de la gmina et du powiat de Rawa Mazowiecka en voïvodie de Łódź.